# 伯恩胡森
伯恩胡森是德国石勒苏益格－荷尔斯泰因州的一个市镇。总面积5.29平方公里，总人口336人，其中男性166人，女性170人（2011年12月31日），人口密度64人/平方公里。